# Katherine Tai
Katherine Chi Tai (1974–) amerikai ügyész, aki az Egyesült Államok külkereskedelmi képviselője, korábban az Egyesült Államok Képviselőházának egyik kereskedelmi tanácsadója. Joe Biden 2020. december 10-én jelölte az Egyesült Államok külkereskedelmi képviselőjének, amely pozíciót a Szenátus hagyott jóvá szavazással 98-0 arányban.

## Korai évek
Tai Connecticutban született 1974-ben és Washingtonban nőtt fel. Szülei mindketten Kínában születtek, majd Tajvanon nőttek fel. Tai folyékonyan beszél mandarin nyelven. Tanulmányait a Yale Egyetemen és a Harvard Egyetemen végezte. Angolt tanított a Szun Jat-szen Egyetemen, Kuangtungban. Több ügyvédi irodánál is dolgozott, mint a Baker McKenzie és a Miller & Chevalier.

## Karrier
2007 és 2014 között kereskedelmi képviselő volt a jogtanácsosi irodánál, ahol a WTO-val kapcsolatos kereskedelmi ügyekkel foglalkozott. 2014-től az Egyesült Államok Képviselőházának egyik kereskedelmi tanácsadója volt, majd 2017-ben főtanácsadó lett. 
A Trump-kormány idején fontos szerepet játszott az USMCA-megegyezés létrejöttében.